# Inês Maria de Almeida

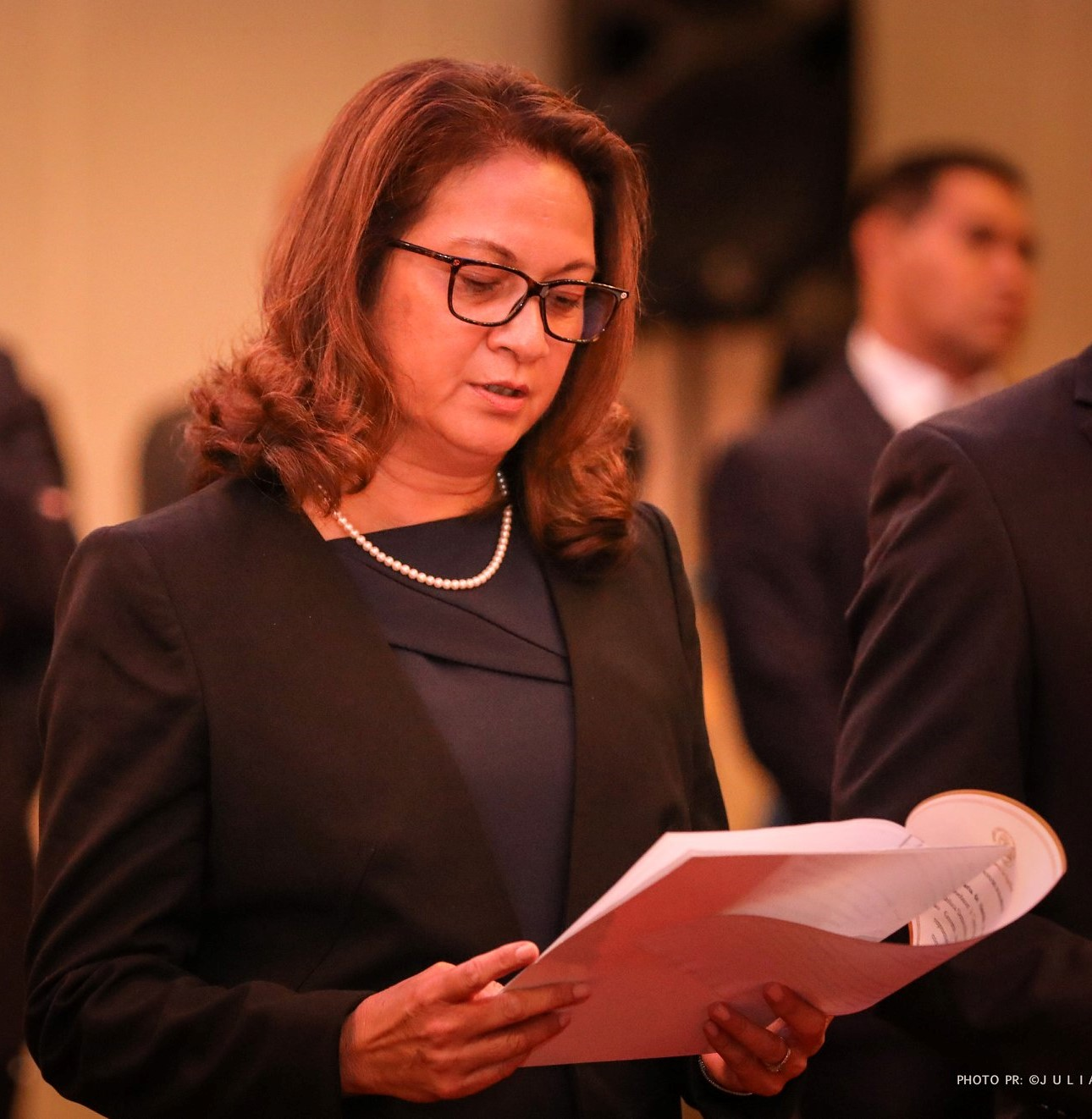
Almeida bei ihrer Ernennung zur Botschafterin (2020)

Inês Maria de Almeida (* 21. Januar 1963 in Dili, Portugiesisch-Timor) ist eine osttimoresische Unabhängigkeitsaktivistin und Diplomatin.

## Werdegang

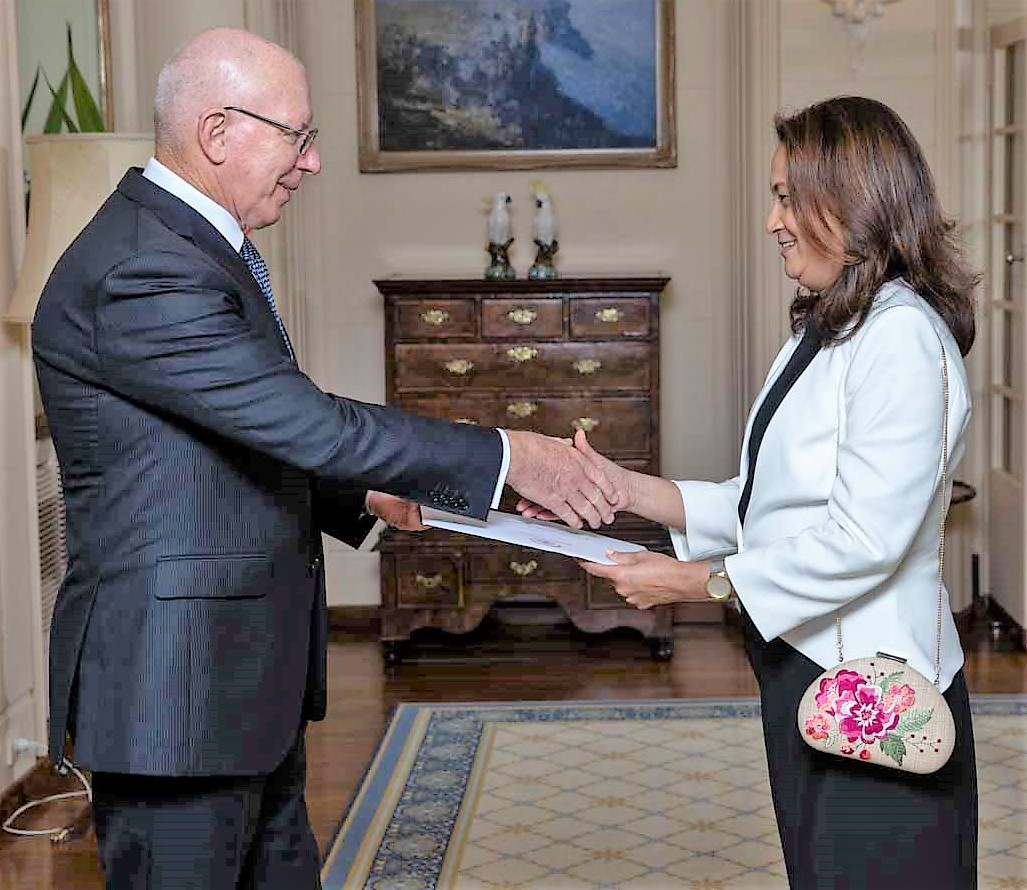
Inês Maria de Almeida übergibt ihre Akkreditierung an David Hurley (2020)

Beim Ausbruch des Bürgerkrieges in Osttimor im August 1975 floh Almeida mit ihrer Familie nach Australien. Ab 1979 arbeitete sie als Aktivistin für die Unabhängigkeit Osttimors von Indonesien und bei kulturellen Veranstaltungen im Timor-Leste’s Cultural Center (CCTL). 1989 war sie Vize-Koordinatorin des FRETILIN-Komitee Sydney (KFS). 1992 gründete Almeida mit anderen Timoresen die East Timor Relief Association (ETRA), eine Nichtregierungsorganisation mit Sitz in Sydney, die über den osttimoresischen Befreiungskampf in Radio, Druckerzeugnissen und über Kontakte mit solidarischen Gruppen informierte, um logistische und finanzielle Unterstützung für den bewaffneten Kampf zu erhalten. Außerdem nahm sie an allen intra-timoresischen Dialogen in Österreich (1995, 1996, 1997 und 1998) teil, ebenso am Timoresischen Nationalkonvent im portugiesischen Peniche 1998, als Mitglied des CNRM. Weiterhin war Almeida bei internationalen Konferenzen zum Osttimorkonflikt Teilnehmerin, so in Nairobi (1985), Vanuatu (1987), Neuseeland (1990), Manila (1994), Japan (1994), Südkorea (1995), Peking (1995) und Kanada (1997).
Nach der Wiedererlangung der Unabhängigkeit Osttimors arbeitete Almeida als Beraterin für zwei Ministerien. Im 2016 gegründeten Centro Nasional Chega (CNC) war Almeida bis Januar 2020 Vorsitzende des Aufsichtsrates. Mitte 2019 wurde sie von der Regierung als neue osttimoresische Botschafterin in Australien vorgeschlagen, doch erst am 28. Januar 2020 erfolgte die offizielle Ernennung. Am 19. Februar 2020 übergab Almeida in Canberra an David Hurley ihre Akkreditierung.

## Auszeichnungen
Almeida erhielt 2009 den Order of Vanuatu für ihren Einsatz zur „Befreiung ihres Volkes“.

## Veröffentlichungen
- Gewalt gegen Frauen in Ost-Timor, Indonesien-Information Nr. 1/1999 (Ost-Timor), Watch Indonesia!.